# Poris Jaya
Poris Jaya is een bestuurslaag in het regentschap Tangerang van de provincie Banten, Indonesië. Poris Jaya telt 10.443 inwoners (volkstelling 2010).